# 鄭椿
鄭椿（越南语：／，16世纪—1623年），越南黎中興朝第3代郑主成祖鄭松的儿子。
黎敬宗弘定十九年（1618年）二月，鄭松命太傅清郡公鄭梉、太保萬郡公鄭椿分爲二道，進兵會擊莫慶王莫敬宽。閏四月，命太傅清郡公鄭梉，太保萬郡公鄭椿等督領象馬士卒，安勇地方讨伐莫朝，諸軍被嵐瘴而回，兵馬多損。
弘定二十年（1619年）三月，鄭松到東津樓觀舟，回到三岐路，有伏銃射击鄭松的坐象，捉得其人，拷问下知黎敬宗與王子鄭椿陰謀殺害鄭松。五月十二日，絞杀黎敬宗。六月，皇子黎神宗即位於勤政殿，改元爲永祚元年，大赦。萬郡公鄭椿因为陰謀射殺王父，黎弼四次弹劾之，于是監于內府。
黎神宗永祚五年（1623年）六月，鄭松得病。六月十七日，朝臣謹奏，以王世子太傅清郡公鄭梉掌兵權，又以次子太保萬郡公鄭椿副掌兵權。六月十八日，鄭椿自率本兵象馬銃碑排插橫亭處，派遣奠郡，蟠郡等將兵破入內府，掠取象馬金銀財物，逼鄭松遷于城外，縱火燒掠京畿。鄭松到达清池縣黃梅社館泊處，派掌監岳郡公裴仕林保护他到親弟奉國公鄭杜大營，用授以大權为由誘鄭椿入營。鄭椿啣草伏庭，鄭松历數鄭椿亂臣賊子之罪，令裴仕林派人斷鄭椿脚足而死。六月二十日，鄭松去世。